# Circuito de Thruxton

Mapa del circuito de Thruxton.

El Circuito de Thruxton es un autódromo de 3.793 metros de recorrido del condado de Hampshire, Inglaterra, Reino Unido, situado 8 km al oeste de Andover y 50 km al norte de Southampton. Se inauguró en 1950 en el predio de una antigua base aérea de la Royal Air Force.
El circuito recibe cada año a las principales categorías de pista del país: el Campeonato Británico de Turismos, la Fórmula 3 Británica, el Campeonato Británico de Gran Turismos y el Campeonato Británico de Superbikes. En las décadas de 1960 a 1980, Thruxton también albergó carreras del Campeonato Europeo de Fórmula 2 y de la Fórmula 3000 Internacional.
En Thruxton se disputó las 500 Millas de Thruxton, una prestigiosa carrera de motociclismo de resistencia. En la prueba se enfrentaron fabricantes tales como Triumph y Norton, y vencieron pilotos de la talla de Mike Hailwood, Phil Read, Mick Grant y Peter Williams. 
También se realizaron entre 1971 y 1985 varias pruebas del Trofeo Jochen Rindt, carrera homenaje al fallecido campeón de 1970 Jochen Rindt, válidas por el campeonato europeo de Fórmula Dos, aunque también hubo una edición del trofeo como carrera no puntuable de Fórmula 1 en el año 1971, ganada por Jacky Ickx en un Ferrari.
Exceptuando las chicanas, prácticamente todas las curvas son hacia la derecha. Thruxton también se caracteriza por la ausencia de horquillas. Debido a su cercanía con la localidad de Thruxton, la actividad en la pista está limitada a doce días al año. El British Automobile Racing Club es dueño de Thruxton y tiene su sede allí.

## Récords de vuelta
- GT: 1'12,296, Andrew Kirkaldy, Ferrari 360, 2005
- Superbikes: 1'14,340, Shane Byrne, Ducati, 2016
- BTCC: 1'16,161, Tom Ingram, Toyota Avensis, 2016